# Ossicon

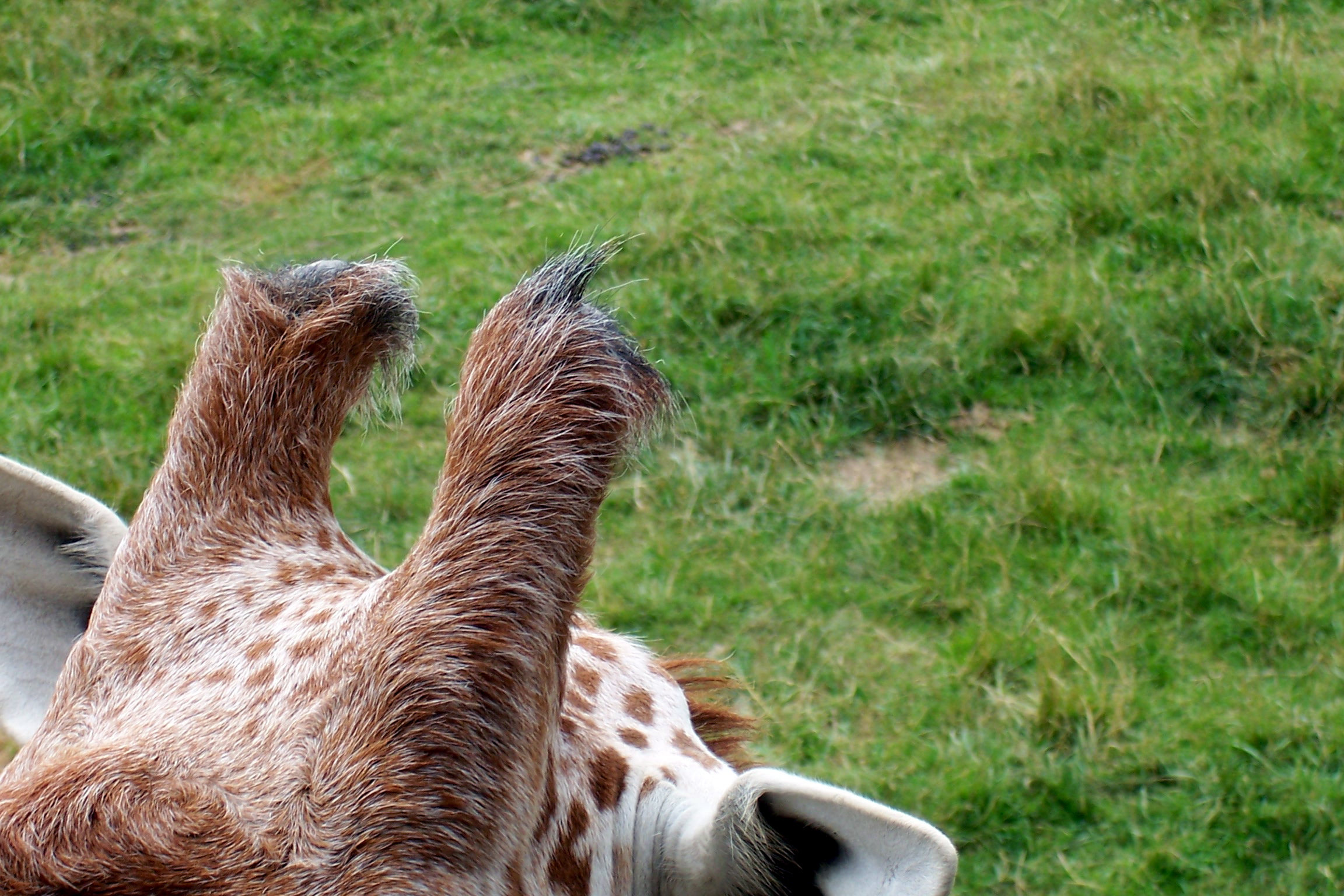
Ossicons d'una girafa reticulada.

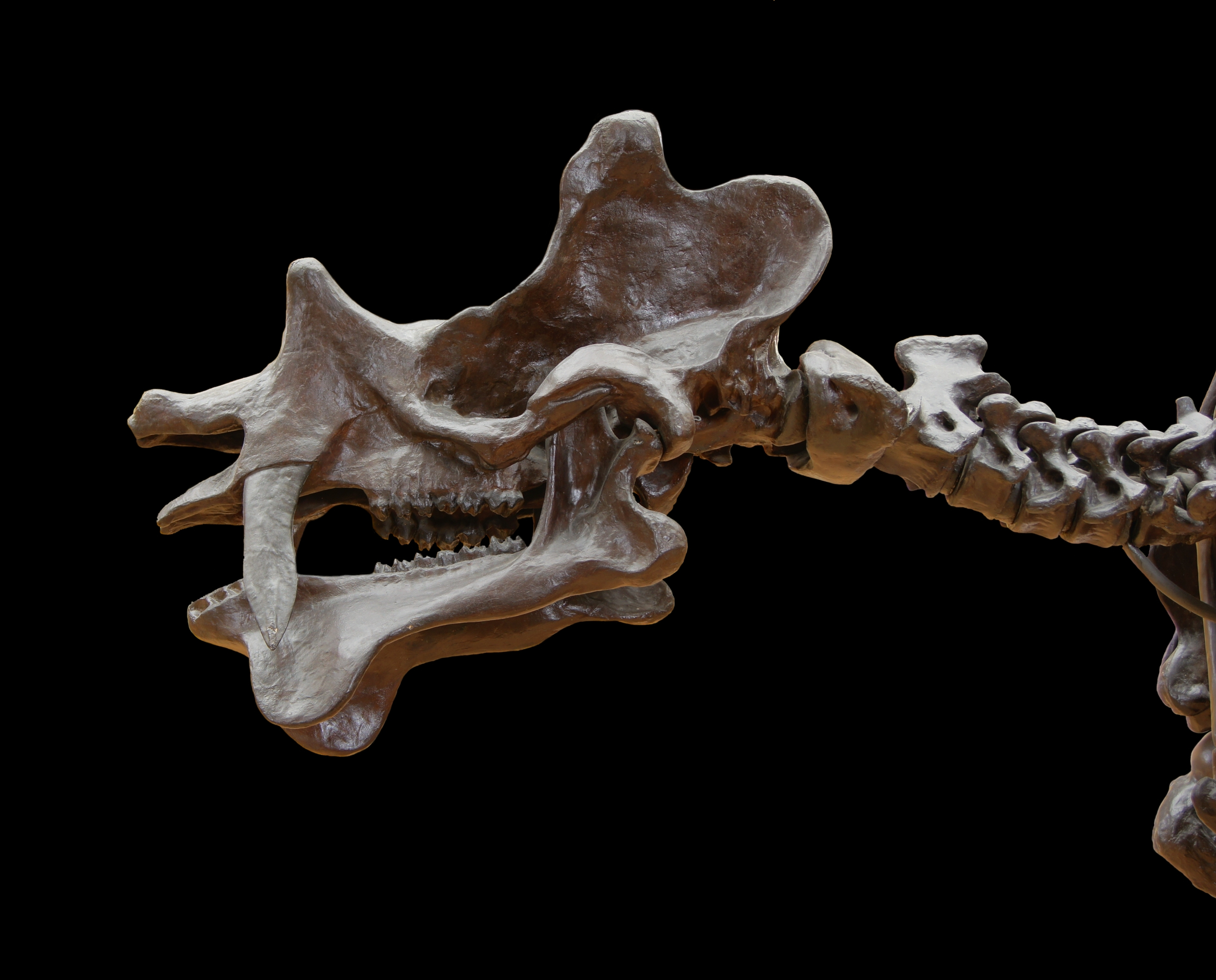
Els tres ossicons del costat esquerre d'un Dinoceras (gènere inclòs avui dia dins de Uintatherium) es poden veure en aquesta imatge. Aquesta espècie en tenia sis en total.

Els ossicons són protuberàncies òssies cobertes de pell, presents en el cap d'algunes espècies de mamífers. S'ha observat la presència d'ossicons tant en espècies actuals com en espècies extintes. Alguns mamífers actuals dotats d'ossicons són, per exemple, les girafes d'ambdós sexes o els mascles de l'ocapi. Entre els mamífers extints en els que s'ha descobert la presència d'ossicons s'hi troben gèneres com Uintatherium (emparentat amb els rinoceronts), o també els Sivatherium, els Climacoceras i els Prolibytherium (aquests tres últims emparentats amb els giràfids, com la girafa o l'ocapi, ja esmentats). En l'actualitats només les girafes i els ocapis conserven osicons desenvolupats (en comptes de banyes), encara que la base des de la que creixen les banyes dels cérvols són una ossificació molt similar a la del ossicon.
Els ossicons deriven de cartílag ossificat, i es mantenen coberts de pell i pèl, a diferència de les banyes. Aquestes últimes són derivades de teixit ossi: quan, per exemple, un cérvol comú arriba a la maduresa necessària, la coberta de pell i pel (qualificat com a vellut), cau a mesura que l'animal frega les banyes perquè l'os quedi exposat.
Els ossicons tenen vasos sanguinis, de manera que a més de ser emprats en combat per els mascles (com ho fan les girafes), podrien tenir alguna funció relacionada amb la termoregulació. En el cas de les girafes, l'aparença dels ossicons permet distingir quin és el sexe de l'individu així com la seva edat: els ossicons de les femelles i dels joves són prims i tenen un petit plomall de pel a la part superior, mentre que els ossicons dels mascles adults acaben en protuberàncies en forma esfèrica i tendeixen a ser calbs de la part superior.